# 毛脉柳叶菜
毛脉柳叶菜（学名：Epilobium amurense sp. amurense）为柳叶菜科柳叶菜属下的一个亚种。